# フェラーリ・エンツォフェラーリ
エンツォ・フェラーリ（Enzo Ferrari ）は、イタリアの自動車メーカーフェラーリが2002年に発表したスーパーカーである。

## 概要
フェラーリ創業55周年となる2002年に、創業者エンツォ・フェラーリの名を冠して発表された。フェラーリとしては288GTO、F40、F50に続く21世紀初の限定生産車（スペチアーレ）であり、大出力のエンジンをミッドシップに搭載するという様式を受け継いでいる。
当初、車名は「F60」と予想されていたが、2002年4月27日にプロトタイプ「FX」の原寸大モックアップが東京都現代美術館で初披露され、6月25日に「エンツォ・フェラーリ」という車名を公表。9月28日のパリモーターショーで正式公開された。
349台と追加生産50台の合計399台が生産され、そのうち日本国内への正規輸入台数は33台。新車価格は日本円換算で7,850万円とされているが、その希少性のために中古車市場では3億円近い価格がついたこともあった。
前述の通り生産台数は399台であるが、2005年6月10日にマラネッロにあるフェラーリ本社のロジスティックセンターで開催されたサザビーズのオークションに突如「400台目」のエンツォが出品された。これはチャリティー目的のためにローマ教皇ヨハネ・パウロ2世が注文した個体で、前側のトランクリッドパネルの裏側に同教皇からのメッセージが書かれている。この個体は95万ユーロ（日本円で約1億5,000万円）で落札され、売上金は全額教皇ベネディクト16世に寄付された。使い道についてはスマトラ島沖地震 (2004年)の義捐金に用いられたという説が有力である。
また、GTレースへの参戦を目的としたコンセプトモデルも製作されたが、正式に発表されることはなかった。

## 機構・スタイル
デザインは、当時ピニンファリーナに在籍していた日本人カーデザイナーの奥山清行によるもの。F50にはなかった快適性とそれ以上の動力性能を有し、これまでフェラーリが開発してきた限定生産車のいずれとも違う性格を持つものとなった。
明らかにF1カーを意識したとわかるフロントノーズ、フェラーリ伝統の丸形テールランプを削り出したかのように露出させたテールエンド、エアインテークを兼ねる大きく張り出した前後フェンダーなど、そのエクステリアは大胆かつ明快なもので、スーパーカーやレーシングカーを強く想起させるデザインとなっている。奥山によれば、当初提出したデザインはこれよりも保守的なものでフェラーリ会長のルカ・ディ・モンテゼーモロからダメ出しを受けたが、「15分待ってください」と上司が頼んだあとで手持ちのデザインを完成させ、それを提出すると了承されたという。
また、後年（2019年）の奥山の証言によれば、本車のデザインはRX-78ガンダムからのインスパイアであると語られている。
F1風のハイノーズは、スクーデリア・フェラーリが1999年にF1のコンストラクターズチャンピオンを獲得したことで採用に踏み切ったという。開発中は、当時フェラーリのエースドライバーだったミハエル・シューマッハにも意見を聞いている。

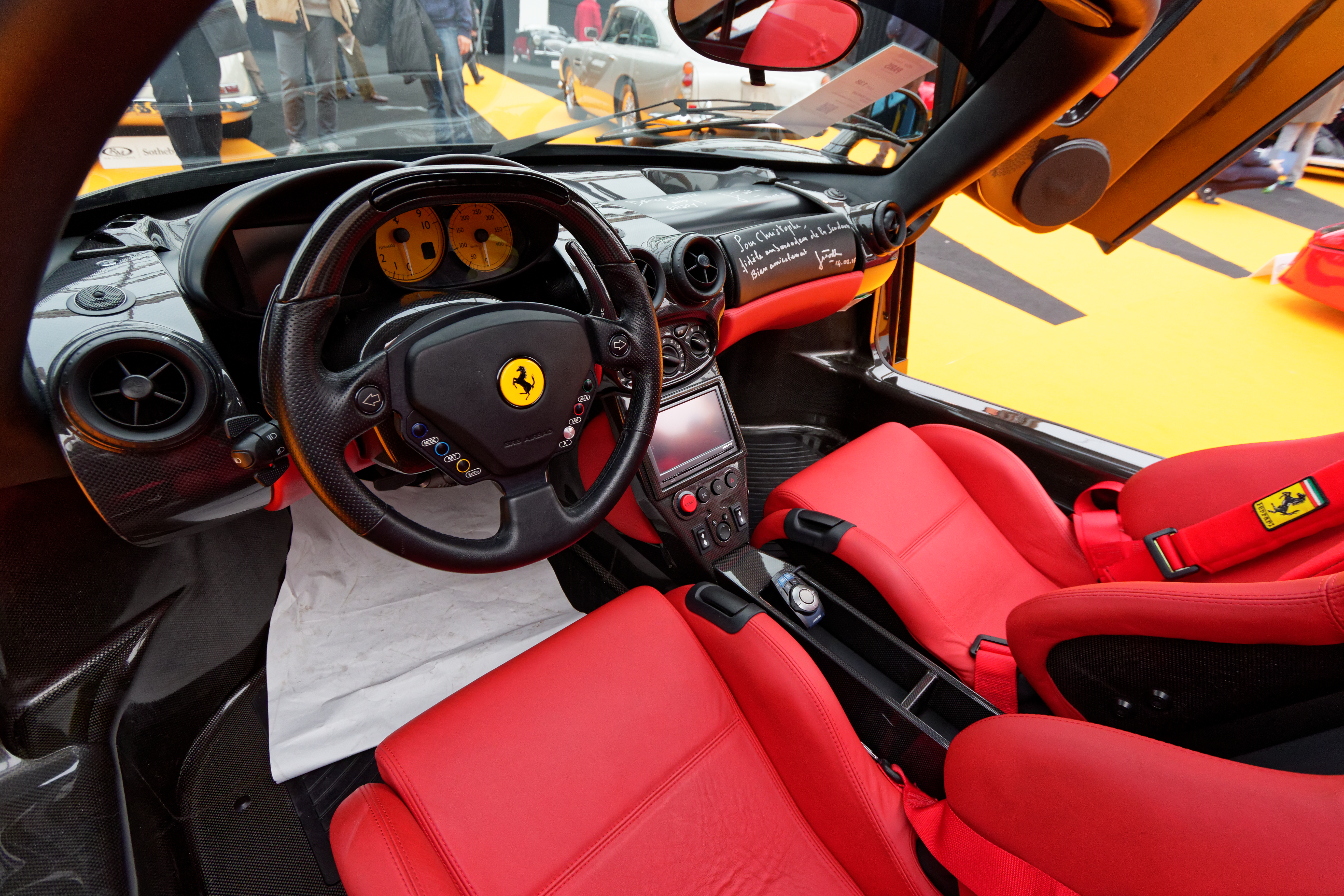
インテリア

F40、F50にあったリアウィングを廃し、キャノピーを強調させたF50よりシャープにしてダイナミックなラインで描かれている。ドアはバタフライドアを採用してシートへのアクセスを容易なものにしており、さらにエアコンが完備されるなど、ドライバーの環境にかなりの配慮を見せている。一方でモーターにより可動する電動スポイラー、グラウンド・エフェクトを狙ったアンダーパネルのベンチュリ・トンネル、その効果を助長するリアエンドの大型ディフューザーなど、走行性能に関する部分もF50からさらに煮詰められている。
ほぼ同時期に存在をアナウンスされたポルシェ・カレラGTやメルセデス・ベンツ・SLRマクラーレンと同じく、この時期のトレンドとなるカーボンファイバー素材を多用しており、ボディパネルはもとよりフレームも大半がカーボンコンポジットによって形成されている。コクピットを強靭なバスタブモノコック形状とし、そこからサブフレームを伸ばしてエンジンをマウントする。
同じようにダラーラに製造を委託したF50との大きな違いは、F50が同じカーボン製フレームを用いつつもエンジンをフレームの一部とみなして走行中のストレスを負担させる構造を持つのに対し、エンツォはサブフレームにブッシュを介してマウントする方式であり、純粋なレーシングカー風のレイアウトを持つF50と比較して遥かにロードカーらしい設計となった。エンジンとフレームが直接連結されるF50は振動や騒音対策の面で不利な要素を持っていたものの、エンツォはゴムブッシュという緩衝材を噛ませることで快適性の向上に寄与している。エンジンは外部からの応力を受ける必要がないため徹底的な軽量化が図られ、単体重量は225 kgである。
型式名F140Bのナンバーを持つエンジンは排気量5,998 cc、バンク角65°の水冷V型12気筒DOHCエンジンで、シリンダーブロックはアルミニウム合金製。最高出力660 PS、最大トルク67 kgf·mと非常に強力なスペックを誇り、回転数は最高8,200 rpmまで許容するが、吸排気バルブの開閉タイミングを適切に調節する可変バルブ機構を搭載し、低回転域での扱いやすさも考慮されている。このエンジンと軽量な車体によって、最高速度は350 km/hと公表されている。
トランスミッションは当初7速とささやかれたものの、結局は保守的な6速に落ち着いた。「F1マチック」と称するセミオートマチックトランスミッションを搭載してクラッチペダルを廃したが、自動変速モードは搭載されておらず、パドルシフトによる手動変速操作が必要となる。
足回りは四輪ダブルウィッシュボーン式。ショックアブソーバーとコイルユニットをフレーム側に取り付け、プッシュロッドで押すインボード式が採用されている。ブレーキはローターにカーボンセラミック素材を使用したブレンボ製。装着されるタイヤは当時F1グランプリで密接な関係にあったブリヂストン製の「ポテンザRE050スクーデリア」という専用品である。
非常に過激なスペックを持つ一方、ASRと呼ばれるスタビリティコントロールを搭載し、これが機能する限り一般道でドライバーがコントロール不能に陥る危険を低くしている。ASRは任意でオフにすることも可能。かつてのマクラーレン・F1の性能は、ロードカーとしてはすでに危険な領域に踏み込んでいたが、エンツォはこのASRの搭載によってマクラーレンに迫る性能を持ちながら、ロードカーとしての安全性を確保している。
エンジン、ミッション、サスペンション、ASRは統合制御され、ドライバーは「ノーマル」、「スポーツ」、「レース」の制御プログラムを選択できる。「レース」モードでASRオフを選択した場合は、スタート時にローンチコントロールを使用したレーシングスタートが可能である。
なお、右ハンドル仕様はオプションで選べたが399台のうち1台も受注がなく、結果的に左ハンドル仕様のみの生産となった。

## FXX

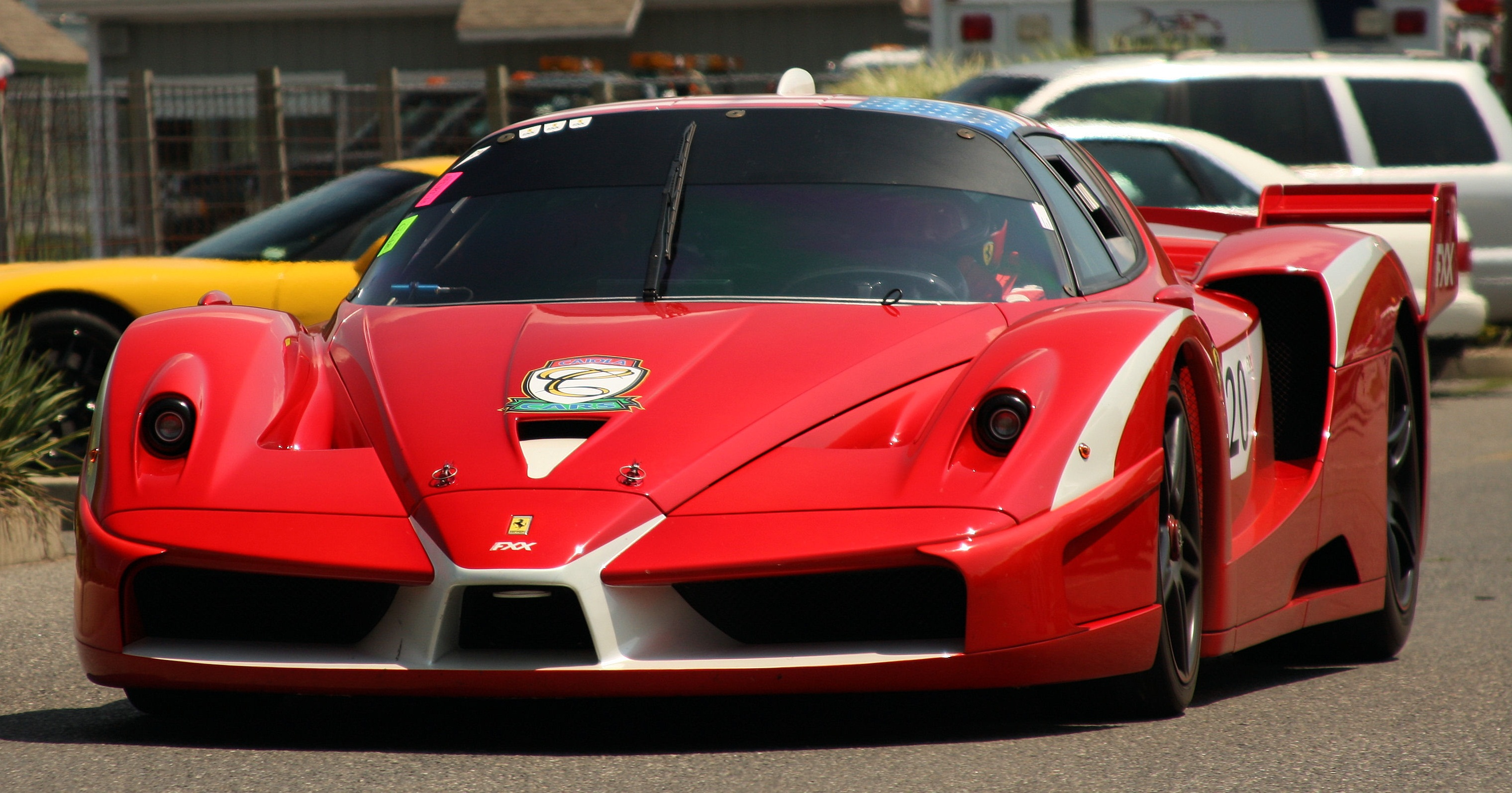
フェラーリ・FXX

エンツォフェラーリをベースに開発されたサーキット専用車両として「FXX」が開発され、フェラーリでレースを行うオーナーのための部門である「コルセ・クリエンティ」により限られたオーナーに向けて販売された。
オーナーは「FXXプログラム」の開発ドライバーとしてサーキットでの走行時の走行データをフェラーリに提供し、そのデータはフェラーリの今後のレース専用車両の開発に役立てられることになる。なおこのマシンはレースに参加することはできず、マシンの管理はコルセ・クリエンティが行う。

## P4/5ピニンファリーナ

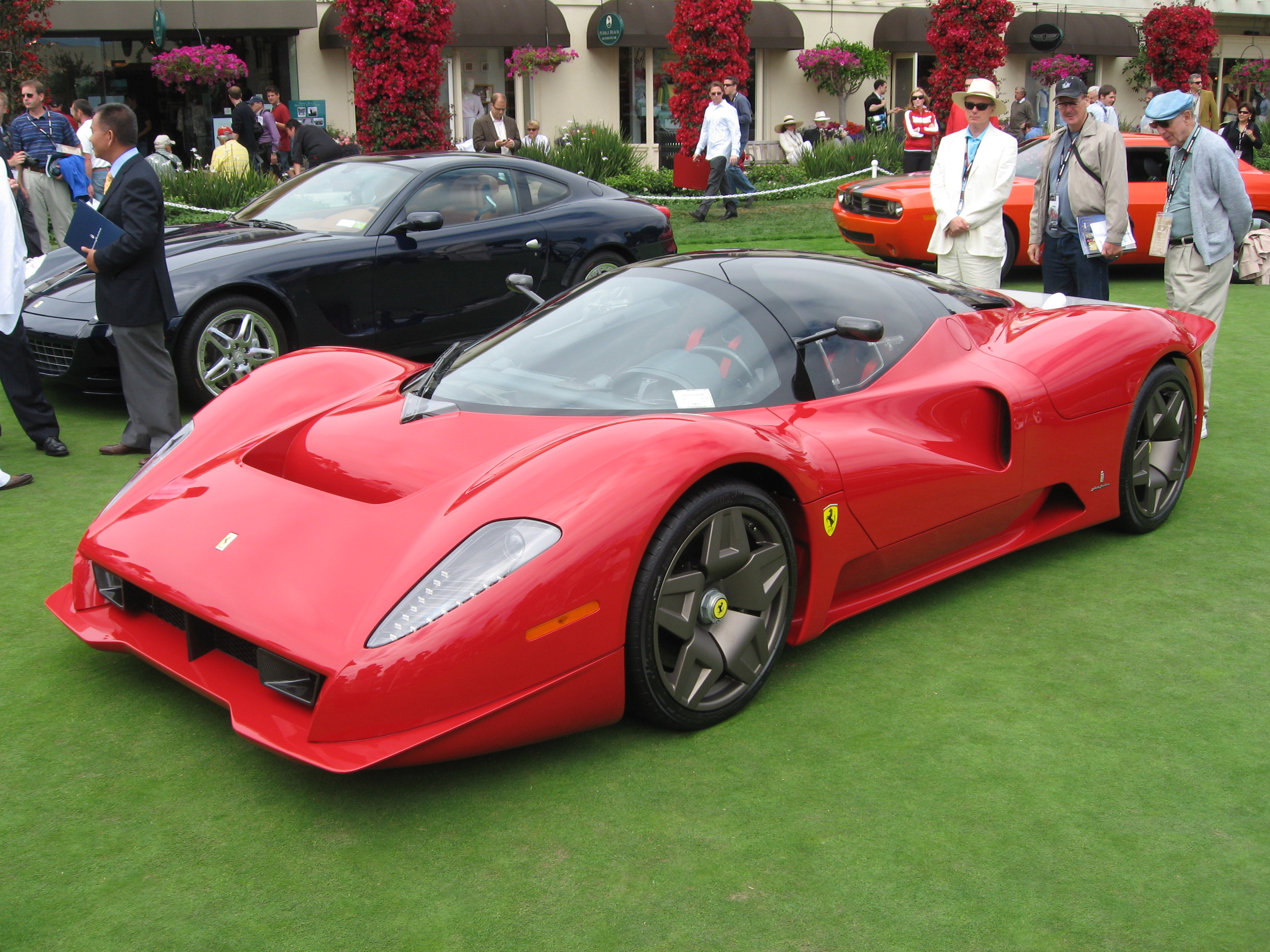
エンツォフェラーリをベースにワンオフのボディを被せたP4/5

P4/5ピニンファリーナは、アメリカ人B級映画監督で自動車収集家のジェームズ・グリッケンハウスが、ピニンファリーナにオーダーした、エンツォフェラーリをベースに再デザインされたワンオフカー。グリッケンハウスが購入したエンツォフェラーリを、トリノのピニンファリーナ本社へ送り、オーナーの要望に沿うように一からデザインしなおしたものであるが、フェラーリが正規に製作したワンオフカーではない。
デザインディレクターに就任していた奥山の下でジェイソン・カストリオタがデザインを担当しており、車名とスタイリングは1967年のル・マンカー、フェラーリ330P4をモチーフにしたものとなっている。
ボディはドライカーボン製で風洞実験、走行試験が成され、結果的にオリジナルのエンツォフェラーリより200kg軽量化されている。オプションには全世界仕様のGPS、iPod nano対応オーディオほか、グリッケンハウスの要望で様々な機能が加えられている。
後にレース仕様として改造され、SCG 002（P4/5コンペティツィオーネ）がニュルブルクリンク24時間レースに参戦した。

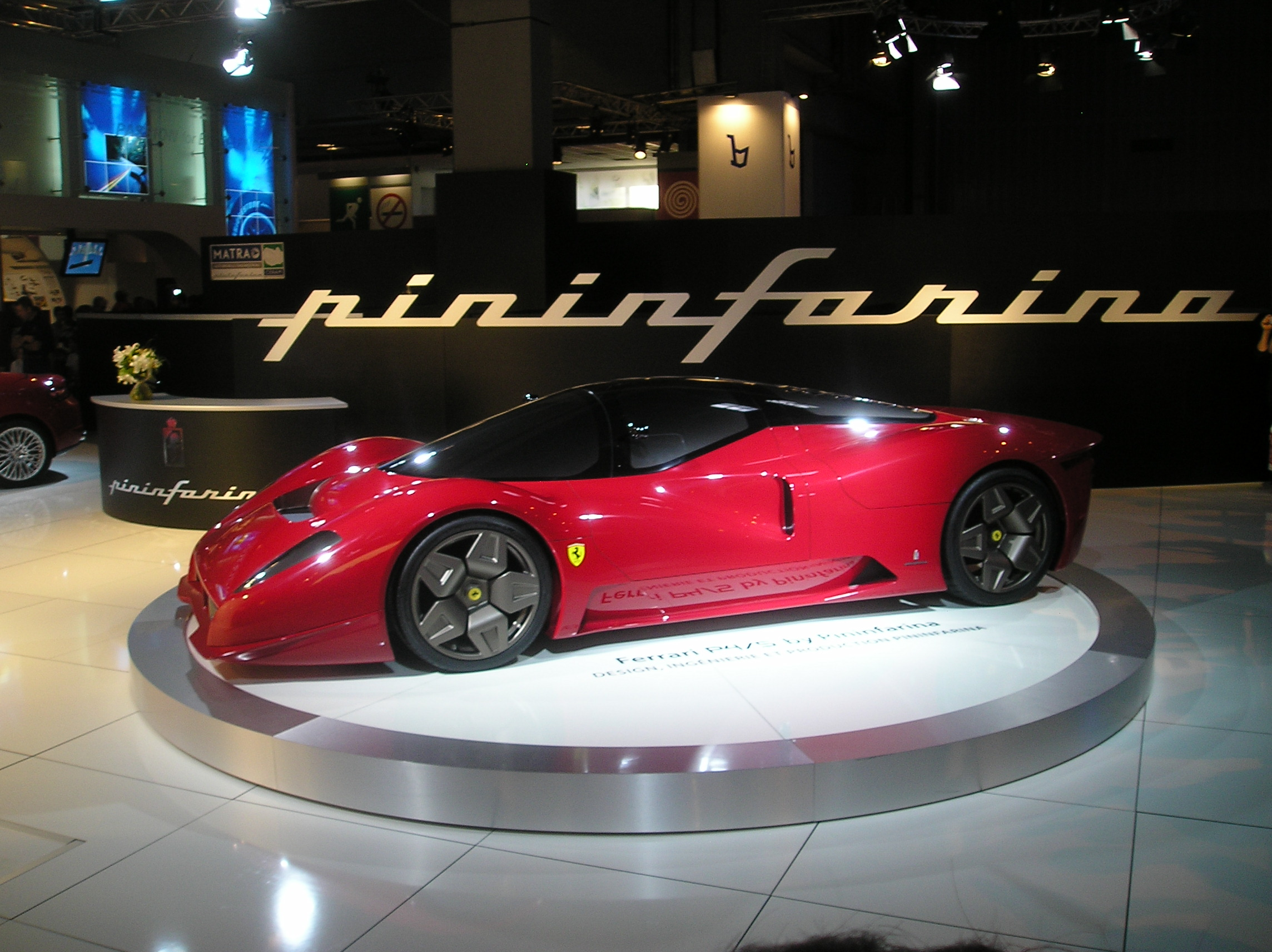
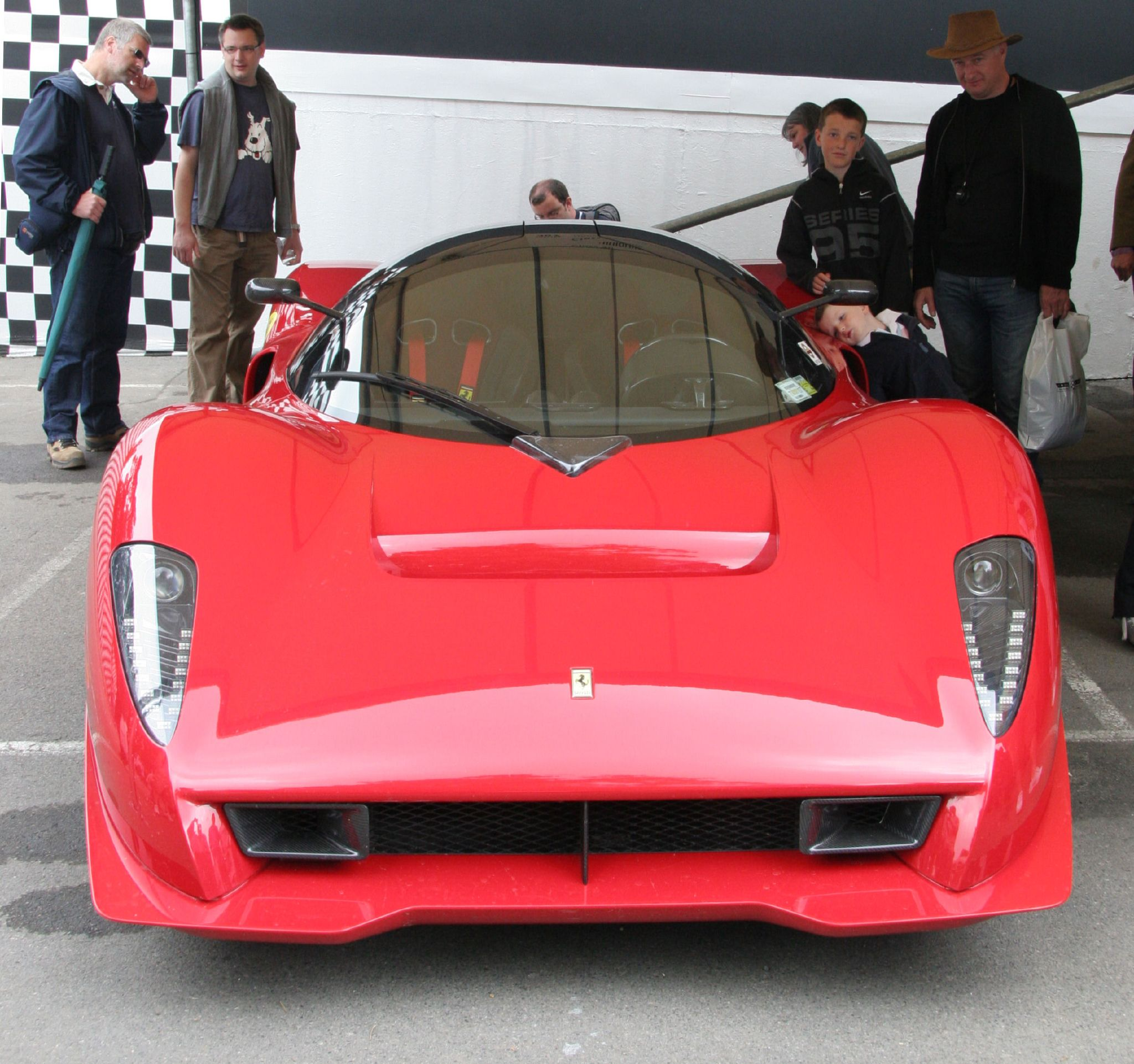
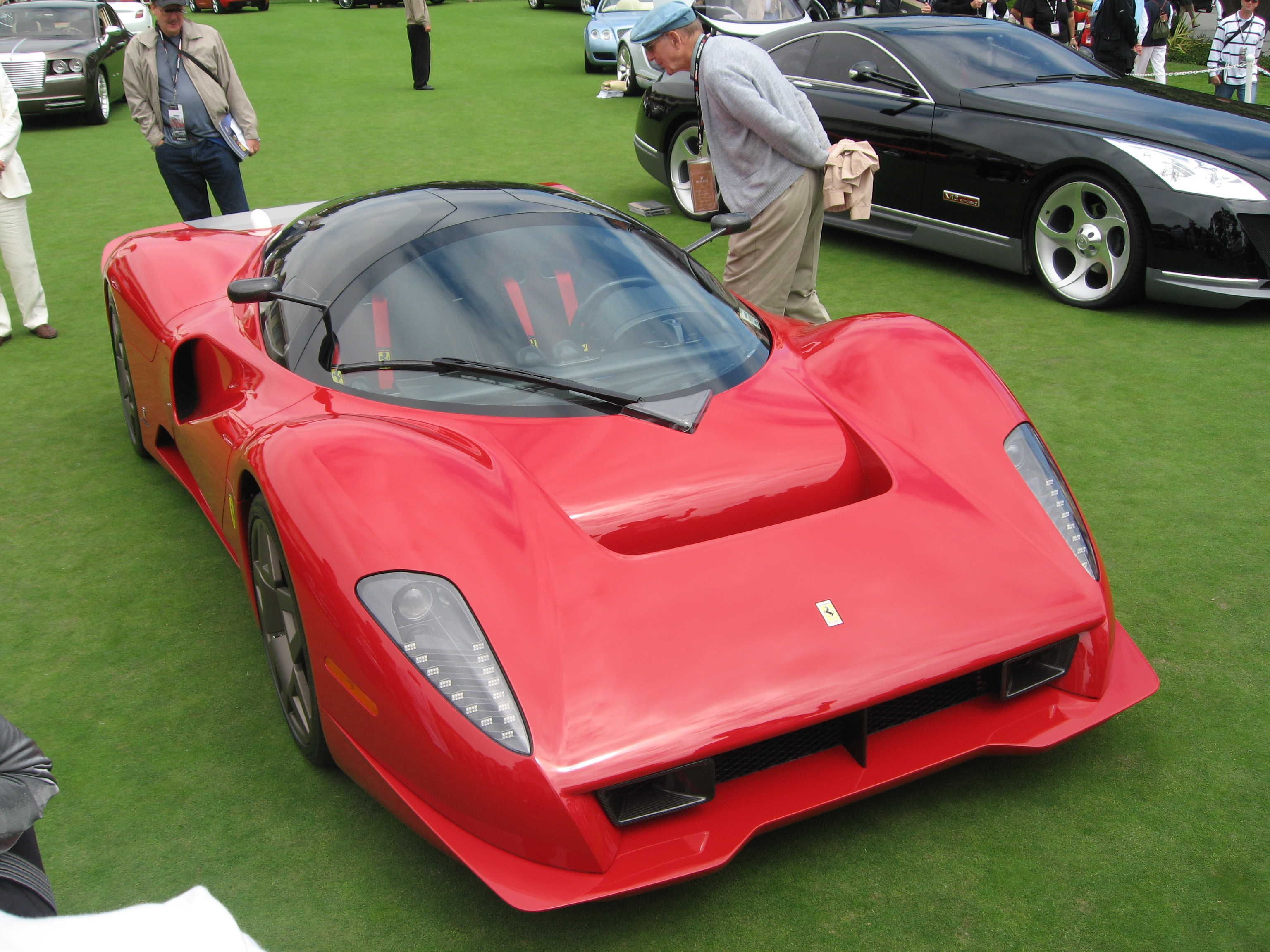